# مسیه ۷۷
مسیه ۷۷(به انگلیسی: Messier 77) (یا NGC 1068) یک کهکشان مارپیچی میله ای در صورت فلکی نهنگ است. این کهکشان برای اولین بار توسط پیر مچاین، منجم فرانسوی و همکار شارل مسیه در سال ۱۷۸۰ کشف شد و شارل مسیه آن را در فهرست اجرام خود قرار داد. هم شارل مسیه و هم ویلیام هرشل مسیه ۷۷ را یک خوشه ستاره ای معرفی کردند ولی اکنون میدانیم که این جرم در واقع کهکشانی دوردست است.

## کشف

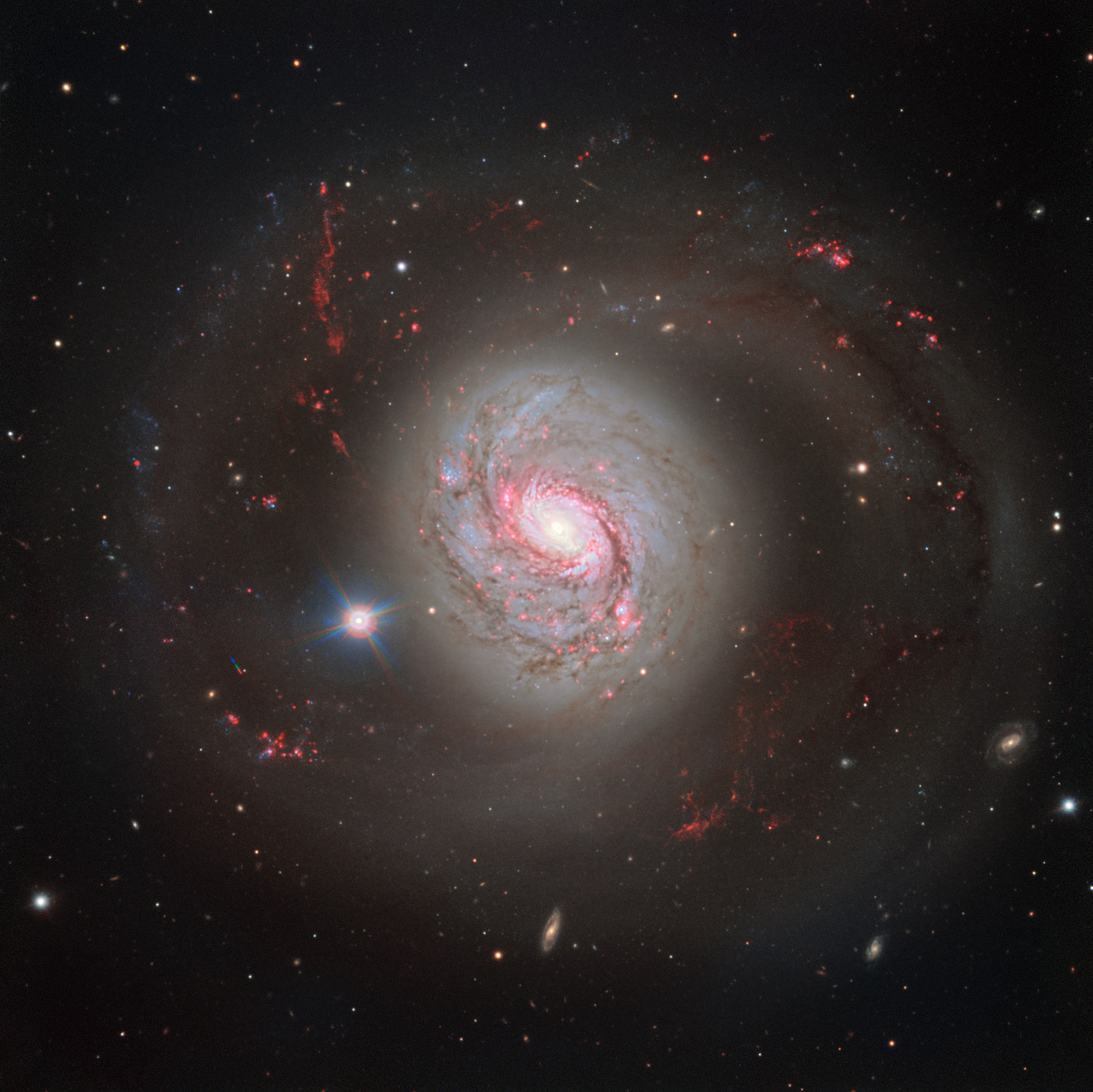
مسیه ۷۷

مسیه ۷۷ یک کهکشان مارپیچی میله‌ای در صورت فلکی نهنگ است. این کهکشان حدود ۴۷ میلیون سال نوری (۱۴  مگاپارسک) از زمین فاصله دارد و در سال ۱۷۸۰ توسط پیر مچین کشف شد ، که در ابتدا آن را به عنوان یک سحابی توصیف کرد. مچین سپس کشف خود را به چارلز مسیه اطلاع داد ، که متعاقباً این شیء را در فهرست خود قرار داد . مسیه و ویلیام هرشل هر دو این کهکشان را به عنوان یک خوشه ستاره‌ای توصیف کردند. با این حال، امروزه این شیء به عنوان یک کهکشان شناخته می‌شود. این کهکشان یکی از درخشان‌ترین کهکشان‌های قابل مشاهده از زمین است.